# Urbilum
Urbilum fou un país i territori de l'Alta Mesopotàmia. La ciutat d'Urbilum s'ha identificat amb Arbela (Irbil), en arameu Arbaelo ܐܪܒܝܠ
El nom és esmentat per les tauletes sumèries des de vers el 2000 aC, com Urbilum, Urbelum o Urbillum, i podria ser una ciutat originalment sumèria, ja que el nom s'hauria originat d'Ur (ciutat) i bela (alta). Però "Ur" també apareix en molts llocs hurrites, que foren els primers que consten establerts a la ciutat. Els accadis/assiris van rebatejar Urbela com Arba'ū ilū (Quatre deus) i fou centre de culte de la deessa Ishtar. El nom d'Arbela apareix en temps clàssics i en antic persa s'anomenava Arbairā. Per tant, seria una de les ciutats de població continuada més antiga del món.
Després de pertànyer als hurrites va passar a Assíria. Shulgi d'Ur hi va fer una expedició cap al 2075 aC i es creu que anava cap als territoris al sud-est del llac Van, prop del Tigris. El rei d'Ur, Amar-Sin va saquejar Urbilum en el seu segon any (vers 1975 aC). Assíria la va dominar fins al 608 aC quan va passar als medes i després als perses.